# Michael Valgren Andersen
Michael Valgren Andersen (7 de febrer de 1992) és un ciclista danès, professional des del 2011. Actualment corre a l'equip EF Education-EasyPost. En el seu palmarès destaquen el campionat nacional en ruta del 2014, la Volta a Dinamarca del mateix any i del 2016 i l'Omloop Het Nieuwsblad de 2018.

## Palmarès
- 2009
  - Vencedor d'una etapa al Giro de la Lunigiana
  - Vencedor d'una etapa a la 3 dage i Vest
- 2010
  - 1r al Tour de Himmelfart i vencedor d'una etapa
  - 1r a la Bikebuster Junior Cup
- 2012
  - 1r a la Lieja-Bastogne-Lieja sub-23
- 2013
  - 1r a la Lieja-Bastogne-Lieja sub-23
  - 1r a la Fletxa del Sud i vencedor d'una etapa
  - Vencedor d'una etapa al Tour de l'Avenir
- 2014
  -  Campió de Dinamarca en ruta
  - 1r a la Volta a Dinamarca
- 2016
  - 1r a la Volta a Dinamarca i vencedor d'una etapa
- 2018
  - 1r a l'Omloop Het Nieuwsblad
  - 1r a l'Amstel Gold Race
- 2021
  - 1r al Giro de Toscana
  - 1r a la Copa Sabatini

### Resultats a la Volta a Espanya
- 2014. 128è de la classificació general
- 2020. 33è de la classificació general

### Resultats al Tour de França
- 2015. Abandona (19a etapa)
- 2016. 77è de la classificació general
- 2017. 61è de la classificació general
- 2018. 44è de la classificació general
- 2019. 75è de la classificació general
- 2020. 73è de la classificació general
- 2021. 53è de la classificació general